# Massacre de Wassy
La massacre de Vassy (avui Wassy) és un fet històric que va tenir lloc el dia 1 de març de 1562 a Vassy (una ciutat del principat de Joinville que tenia per senyor Francesc de Lorena, duc de Guisa), durant el qual uns cinquanta protestants van ser assassinats i uns cent cinquanta ferits per les tropes del duc de Guisa. Va ser el desencadenant del primer conflicte de les Guerres de Religió a França.
La massacre de Vassy es va produir sis setmanes després de la signatura de l'Edicte de Saint-Germain, el 17 de gener de 1562, pel qual el rei Carles IX de França autoritzava als protestants a reunir-se per celebrar el seu culte fora de les ciutats.

## Desenvolupament dels fets

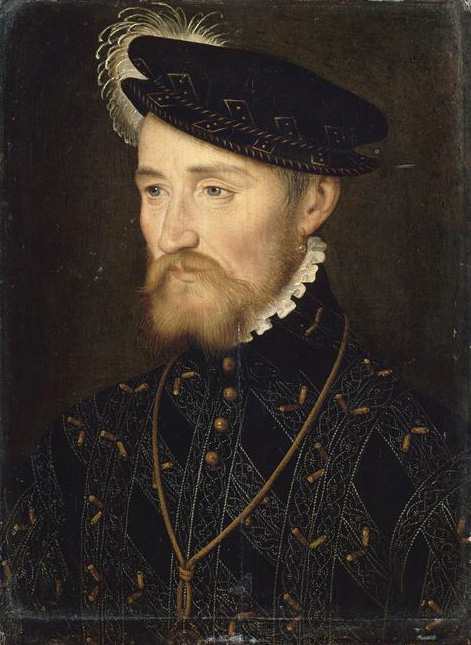
Francesc de Lorena, duc de Guisa.

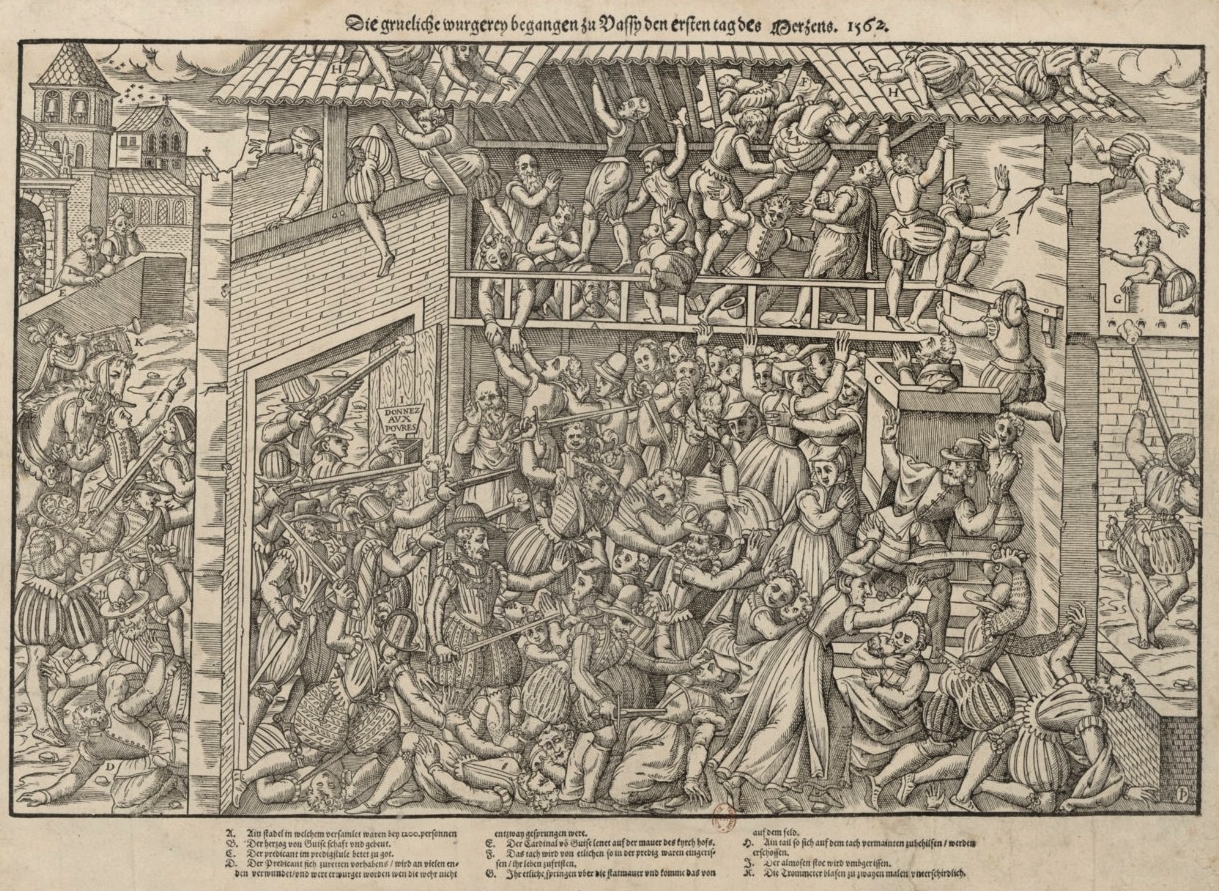
Massacre de Wassy, 1 de març de 1562, gravat de Jacques Tortorel i Jean Perrissin.

El diumenge 1 de març de 1562, Francesc de Lorena, duc de Guisa i príncep de Joinville, líder carismàtic dels catòlics, va passar amb la seva escorta, de camí a París, per les seves terres de Vassy, a Xampanya. L'acompanyaven la seva dona Anna d'Este, el seu fill Henri i el seu germà, el cardenal Carles de Lorena.
Es va assabentar que en un graner situat a l'interior de la ciutat, se celebrava una reunió de protestants, la qual cosa constituïa una vulneració de l'edicte de gener, el qual autoritzava el culte protestant només fora de les ciutats. Quan hi van ser enviats per interrompre-ho, els seus emissaris van rebre una mala acollida per part dels protestants. L'altercat va degenerar en violència, insults i pluja de pedres sobre les tropes de Guisa. El mateix duc, que acabava d'arribar al lloc dels fets, va ser agredit. L'assalt al graner per part de les seves tropes va degenerar en una massacre. Va matar una cinquantena de protestants, entre dones i nens, i uns cent cinquanta van resultar ferits. El pastor Morel va ser detingut, arrossegat lligat a una escala i tancat a Saint-Dizier.
Durant els dies següents, els principals magistrats de la ciutat i els protestants supervivents, un total d'unes quaranta persones, van ser acusats de sedició, de destruir capelles i destrossar creus, de l'expulsió d'eclesiàstics i d'altres infraccions dels edictes reials. El 31 de desembre el Parlament els va condemnar a presó o, en el seu defecte, a desterrament, amb embargament de tots els seus béns. Per contra, cap dels representants del duc de Guisa va ser molestat.
Com que implicava la responsabilitat personal de Francesc de Guisa, enemic declarat dels protestants, la notícia de la massacre va despertar immediatament una immensa emoció. Si en les seves cartes el duc parla d'un accident, per contra els protestants partidaris d'anar a la guerra estaven persuadits d'una premeditació per part seva, i es creien autoritzats a incitar a la lluita oberta.

## Conseqüències
En el camp protestant, dirigit per Lluís I de Borbó-Condé, van decidir armar-se i preparar-se per a la guerra, per tal d'enfrontar-se als exèrcits del duc de Guisa. Els dos camps enfrontats obtindrien suports d'altres dirigents europeus, com ara la reina Elisabet I d'Anglaterra, per als protestants, i Felip II de Castellà per als catòlics.

## Controvèrsies
La massacre de Wassy va animar, fins al segle xx, la polèmica entre historiadors catòlics i protestants.